# Suradis Pateh
Suradis Pateh (thailändisch สุรดิษ ปาเต๊ะ, * 21. August 2003) ist ein thailändischer Fußballspieler.

## Karriere
Suradis Pateh stand bis Ende 2022 beim Rayong FC unter Vertrag. Der Verein aus Rayong spielte in der zweiten Liga, der Thai League 2. Hier wurde er in einem Spiel des Ligapokals in der ersten Runde gegen Nongbua Pitchaya FC eingesetzt. In der zweiten Liga kam er nicht zum Einsatz. Im Januar 2023 wechselte er zum Erstligisten Chiangrai United. Sein Erstligadebüt für den Verein aus Chiangrai gab Suradis Pateh am 28. Januar 2023 (17. Spieltag) im Auswärtsspiel gegen den Nongbua Pitchaya FC. Bei dem 2:1-Auswärtserfolg wurde er in der 84. Minute für Gionata Verzura eingewechselt.